# Die Musik für Quartet
Die Musik für Quartett (Duits voor Muziek voor kwartet) is een compositie van Fridrich Bruk. Het jaar 2001 was een voor wat betreft componeren een druk jaar voor de Finse componist. Naast dit werk schreef hij in dat jaar zijn vierde symfonie en begon hij aan een werk wat uiteindelijk zijn zesde zou worden. Tussen die werken voor grote bezetting vond Bruk tijd om wat kamermuziek te componeren. Hij maakte daarbij geen gebruik van de traditionele kwartetten, maar koos voor een afwijkende combinatie. Het ensemble bestaat uit klarinet, altviool, cello en contrabas.
Het werk heeft drie delen:
1. Die Suche
2. Der Bruch
3. Unterwegs.

De titels verwijzen naar de levensloop van de componist, maar eigenlijk van iedereen.